# Victoria Austraet
Victoria Austraet (née à Etterbeek, le 18 juillet 1991) est une femme politique belge, actuellement membre du Parlement de Bruxelles-Capitale (représentant initialement le parti DierAnimal, elle est maintenant indépendante). 

## Biographie
Austraet a étudié le droit à l'Université Saint-Louis de Bruxelles, puis à l'UCL. Elle fait ensuite son stage d'avocate au barreau de Bruxelles. Elle est également active en tant que militante des droits des animaux et a participé activement à The Earthlings Experience à Londres . 
Aux élections régionales de Bruxelles de 2019, elle est tête de liste de DierAnimal au Parlement de Bruxelles-Capitale au sein du collège électoral francophone. Elle a été élue avec 1 385 voix de préférence et a donc été la première députée d'un parti pour la défense des droits des animaux en Belgique,.
Le 25 mai 2020, elle est exclue de son parti DierAnimal. Aucune raison n'a été précisée par les instances du parti.
Elle se représente aux élections régionales bruxelloises de 2024 sur la liste Ecolo.